# Jutta Limbach
Jutta Limbach   (Berlín, 27 de març de 1934 - Berlín, 10 de setembre de 2016) va ser una jurista i política alemanya. Membre del Partit Socialdemòcrata d'Alemanya, fou presidenta del Tribunal Constitucional d'Alemanya entre 1994 i 2002, la primera dona a ostentar el càrrec. Entre 2002 i 2008 va ser presidenta del Goethe-Institut i va ser proposada com a Presidenta d'Alemanya.

## Primers anys
Nascuda com a Jutta Ryneck, Limbach va créixer a Berlín. Va estudiar dret a Berlín i Friburg. Del 1963 al 1966 va treballar com a ajudant de recerca a la Facultat de Dret de la Universitat Lliure de Berlín i es va doctorar en dret el 1966, amb una tesi en sociologia jurídica.

## Carrera professional
El 1972 va ser nomenada professora de dret civil, dret mercantil i sociologia jurídica a la Universitat Lliure. De 1987 a 1989 va ser membre d'un Consell assessor acadèmic del Ministeri Federal d'Afers de Família, Gent Gran, Dona i Joventut. Va ser senadora per la Justícia a Berlín des de 1989 fins a 1994.
L'any 1994, Limbach va ser nomenada com a vicepresidenta del Tribunal Constitucional Federal d'Alemanya, el mateix any que va esdevenir presidenta, succeint Roman Herzog. Va exercir el càrrec fins al límit d'edat de 68 anys el 2002.
Limbach va esdevenir llavors presidenta de l'organització sense ànim de lucre alemanya Goethe-Institut. El 2004, va ser nomenada repetidament com a possible candidata per succeir Johannes Rau com a presidenta d'Alemanya a les eleccions d'aquell any.
Des de 2003, Limbach va encapçalar l'anomenada Comissió Limbach (Comissió Assessora sobre la devolució de béns culturals confiscats com a resultat de la persecució nazi, especialment de propietat jueva).
El 2005 i el 2006 Limbach va ser membre del Grup de Savis que va rebre l'encàrrec del Consell d'Europa de desenvolupar estratègies per gestionar la càrrega de treball del Tribunal Europeu de Drets Humans. L'any 2007 va ser membre del Grup d'Intel·lectuals per al Diàleg Intercultural creat per iniciativa de la Comissió Europea.

## Premis i reconeixements
Limbach va tenir títols honoris causa de la Universitat Masaryk (1997), Universitat de Basilea (1999), Universitat Erasme de Rotterdam (2002), University College London (2002), Universitat de York (2003) i Universitat de Bremen (2008). També ha rebut molts premis, incloent la Gran Medalla d'Or d'Honor de la República d'Àustria (1998) i la Medalla Louise-Schroeder (2005), Medalla Dorothea Schlözer de la Universitat de Göttingen (2009), Premi Heinrich Albertz de la Pau de l'Arbeiterwohlfahrt (2011).
El 2013, Limbach va rebre la Càtedra Mercator de Gestió Política a la NRW School of Governance de la Universitat de Duisburg-Essen.